# Stadion MOSiR w Rypinie
Stadion MOSiR w Rypinie – stadion piłkarski, na którym swoje spotkania ligowe rozgrywa grający w IV lidze Lech Rypin.

## Historia
Historia stadionu w Rypinie sięga 1924 roku, kiedy to w kwietniu oddano stadion do użytku. Na inaugurację rozegrano mecz towarzyski Lecha Rypin z Gwiazdą Działdowo zakończony wynikiem 4:4, drugi mecz towarzyski na tym stadionie Lech Rozegrał w maju z Czarnymi Brodnica (0:0).
W lipcu 2007 roku Rada Miejska miasta Rypin nadała miejscowemu stadionowi imię Stanisławy Walasiewiczówny. Pomimo podjętej uchwały wśród mieszkańców miasta jak i w oficjalnych dokumentach urzędowych używana jest tylko nazwa Stadion MOSiR w Rypinie.
17 lipca 2017 roku władze miasta Rypin ogłosiły przetarg na budowę kompleksu lekkoatletycznego na Stadionie MOSiR. Wyłoniony w przetargu wykonawca m.in. będzie miał za zadanie rozebrać obecną, żużlową nawierzchnię bieżni i położyć nową, 6-torową. Nawierzchnia ma być wykonana z poliuretanu, a jej podbudowa z asfaltobetonu.

## Dane techniczne
Obecnie jest to stadion typowo piłkarski. Obiekt posiada boisko główne o wymiarach 105 m x 65 m z widownią na 1250 miejsc siedzących. Oprócz płyty głównej na stadionie znajdują się:
- boisko do piłki siatkowej
- boisko do piłki nożnej plażowej
- 2 boczne boiska
- 4 korty tenisowe